# رومولو (لاعب كرة قدم مواليد 1982)
رومولو (بالبرتغالية: Rômulo Marques Antoneli‏) هو لاعب كرة قدم برازيلي في مركز الهجوم، ولد في 25 فبراير 1982 في بلدية انهوماس في البرازيل. لعب مع بوتافوغو ريغاتاس وبيتار القدس وغريميو بورتو أليغرينزي وماينتس 05 ونادي أطلس ونادي أوداكس ريو ونادي إيتوانو ونادي برازيليا ونادي تشونبوري ونادي ستراسبورغ ونادي غواراني ونادي فاليتا ونادي فورتاليزا ونادي فيسترلو ونادي كروزيرو ونادي كوريتيبا.

## وصلات خارجية
- رومولو (لاعب كرة قدم مواليد 1982) على موقع قاعدة بيانات كرة القدم.إي يو (الإنجليزية)
- رومولو (لاعب كرة قدم مواليد 1982) على موقع Soccerway.com (الإنجليزية)
- رومولو (لاعب كرة قدم مواليد 1982) على موقع عالم كرة القدم.نت (الإنجليزية)